# Limnocythere floridensis
Limnocythere floridensis är en kräftdjursart som beskrevs av Dietmar Keyser 1976. Limnocythere floridensis ingår i släktet Limnocythere och familjen Limnocytheridae. Inga underarter finns listade i Catalogue of Life.